# Gantheaume Point
Gantheaume Point är en udde i Australien. Den ligger i kommunen Broome och delstaten Western Australia, omkring 1 700 kilometer norr om delstatshuvudstaden Perth.
Närmaste större samhälle är Broome, nära Gantheaume Point. 
Savannklimat råder i trakten. Genomsnittlig årsnederbörd är 897 millimeter. Den regnigaste månaden är januari, med i genomsnitt 264 mm nederbörd, och den torraste är augusti, med 1 mm nederbörd.